# Puchar FNL
Puchar FNL (ros. Кубок ФНЛ) – towarzyski turniej piłkarski dla drużyn FNL (rosyjskiej Pierwszej Dywizji, drugiej klasy rozgrywkowej). Po raz pierwszy odbył się w 2012 roku.
Ze względu na zimową porę, mecze odbywają się poza Rosją: na Cyprze lub w Turcji.

## Format rozgrywek
Skład uczestników Pucharu FNL kształtuje się zgodnie z tabelą turniejową aktualnych Mistrzostw FNL po rundzie jesiennej  – prawo do udziału w turnieju otrzymuje 16 najlepszych drużyn (do 2015 r. – 8 drużyn). Niektóre kluby FNL (zgodnie z ich harmonogramem przygotowań do wznowienia sezonu [8] lub ze względów finansowych [9] [10]) nie przyjeżdżają na turniej, a w przypadku odmowy którejś z drużyn z tej listy.
W przypadku rezygnacji części klubów Pierwszej Dywizji z udziału w turnieju, prawo pierwszeństwa udziału w turnieju otrzymują pozostali uczestnicy Mistrzostw FNL, również zapraszane są chętne kluby z innych lig. W 2018 roku w turnieju wzięła nawet udział drużyna spoza Rosji – łotewska Riga FC.

## Historia
Pierwsze rozgrywki Pucharu FNL odbyły się od 10 do 20 lutego 2012 roku na Cyprze. Finałowy mecz został rozegrany 20 lutego 2012 roku. 8 uczestniczących drużyn podzielono na dwie grupy (kluby, które w mistrzostwach zajmowały miejsca nieparzyste utworzyli grupę A, te, które zajmowały miejsca parzyste - grupę B). Po zakończeniu rozgrywek fazy grupowej zwycięzcy grup spotykały się w finale, drużyny z kolejnych miejsc grały mecze o 3-4, 5-6 i 7-8 miejsca. W serii play-off, w przypadku remisu w regulaminowym czasie, drużyny natychmiast zarządzano rzuty karne bez dogrywki. W meczach dozwolono było sześć zmian. Trofeum zdobył Urał Jekaterynburg.
7 grudnia 2020 roku na walnym zgromadzeniu FNL Puchar Ligi uznano za nieopłacalny, a turniej zlikwidowano.

## Zwycięzcy i finaliści
| Sezon                       | K | K | T | Zwycięzca          | Wynik        | Finalista        | Data, miejsce        | Br. | Król strzelców                           | Uwagi     |
| Puchar FNL (ros. Кубок ФНЛ) |   |   |   |                    |              |                  |                      |     |                                          |           |
| 2012                        |   |   | 1 | Urał Jekaterynburg | 1:0          | Szynnik Jarosław | 20 lutego; Paralimni | 4   | Aleksiej Miedwiediew (Sibir Nowosybirsk) | 8 drużyn  |
| 2013                        |   |   | 2 | Urał Jekaterynburg | 3:1          | Tom Tomsk        | 19 lutego; Pafos     | ?   | ?                                        | 8 drużyn  |
| 2014                        |   |   | 1 | Łucz-Eniergija     | 1:0          | Torpedo Moskwa   | 20 lutego; Belek     | 3   | 4 zawodników                             | 8 drużyn  |
| 2015                        |   |   | 1 | Wołgar Astrachań   | 2:2 (k. 8:7) | Tom Tomsk        | 23 lutego; Belek     | 5   | Aleksandr Ałzachow (Wołgar Astrachań)    | 16 drużyn |
| 2016                        |   |   | 1 | Gazowik Orenburg   | 1:0          | Szynnik Jarosław | 23 lutego; Larnaka   | 5   | Michaił Biriukow (Fakieł Woroneż)        | 15 drużyn |
| 2017                        |   |   | 1 | Fakieł Woroneż     | 1:0          | Czertanowo       | 24 lutego; Limassol  | 4   | Eldar Nizamutdinow (Szynnik Jarosław)    | 16 drużyn |
| 2018                        |   |   | 3 | Urał Jekaterynburg | 1:1 (k. 4:2) | Łucz-Eniergija   | 23 lutego; Jeroskipu | 3   | 5 zawodników (z 3 klubów)                | 16 drużyn |
| 2019                        |   |   | 1 | Awangard Kursk     | 1:1 (k. 4:3) | Rotor Wołgograd  | 20 lutego; Kuklia    | 4   | Roman Januszkowski (Rotor Wołgograd)     | 16 drużyn |
| 2020                        |   |   | 1 | FK Chimki          | 7:0          | Tambow           | 27 lutego; Pafos     | 4   | Ilja Wiznowicz (FK Tom)                  | 16 drużyn |

## Statystyki
W dotychczasowej historii oficjalnych rozgrywek o Puchar FNL na podium oficjalnie stawało w sumie 13 drużyn. Liderem klasyfikacji jest Urał Jekaterynburg, który zdobył 3 Puchary.
| Lp. | Klub              | Zdobywca | Finalista          | Zwycięskie sezony |   |   |                  |
| --- | ----------------- | -------- | ------------------ | ----------------- | - | - | ---------------- |
| Lp. | Klub              | 1.       | Urał Jekaterynburg | Zwycięskie sezony | 3 | 0 | 2012, 2013, 2018 |
| 2.  | Łucz Władywostok  | 1        | 1                  | 2014              |   |   |                  |
| 3.  | Wołgar Astrachań  | 1        | 0                  | 2015              |   |   |                  |
| 3.  | Gazowik Orenburg  | 1        | 0                  | 2016              |   |   |                  |
| 3.  | Fakieł Woroneż    | 1        | 0                  | 2017              |   |   |                  |
| 3.  | Awangard Kursk    | 1        | 0                  | 2019              |   |   |                  |
| 3.  | FK Chimki         | 1        | 0                  | 2020              |   |   |                  |
| 8.  | Tom Tomsk         | 0        | 2                  |                   |   |   |                  |
| 8.  | Szynnik Jarosław  | 0        | 2                  |                   |   |   |                  |
| 10. | Torpedo Moskwa    | 0        | 1                  |                   |   |   |                  |
| 10. | Czertanowo Moskwa | 0        | 1                  |                   |   |   |                  |
| 10. | Rotor Wołgograd   | 0        | 1                  |                   |   |   |                  |
| 10. | FK Tambow         | 0        | 1                  |                   |   |   |                  |